# Axylia corrupta
Axylia corrupta là một loài bướm đêm trong họ Noctuidae.